# Jade Cini
Jade Cini (sinh ngày 12 tháng 6 năm 1995) là người mẫu và hoa hậu người Malta, cô đã đăng quang cuộc thi Hoa hậu Hoàn vũ Malta 2021 và là đại diện cho Malta tại cuộc thi Hoa hậu Hoàn vũ 2021.

## Các cuộc thi sắc đẹp

### Hoa hậu Malta 2013
Cini tham gia và trở thành người chiến thắng cuộc thi Hoa hậu Malta 2013.

### Hoa hậu Liên lục địa 2013
Cini đại diện cho Malta và cạnh tranh với 58 ứng cử viên khác tại cuộc thi Hoa hậu Liên lục địa 2013 tại Hội trường Hàng hải của Khách sạn Hàng hải Magdeburg ở Magdeburg, Đức. Tuy nhiên cô không lọt vào vòng bán kết.

### Người mẫu Hàng đầu Thế giới 2015
Cini đại diện cho Malta và tranh tài với 50 thí sinh khác tại Người mẫu Hàng đầu Thế giới 2015 tại El Gouna, Ai Cập. Cô đã lọt vào Top 17.

### Hoa hậu Liên lục địa 2016
Cini lại đại diện cho Malta và tranh tài với 62 thí sinh khác tại Hoa hậu Liên lục địa 2016 tại Stein Studios ở Colombo, Sri Lanka và một lần nữa cô không lọt vào vòng bán kết.

### Hoa hậu Thế giới Malta 2016
Cini tham gia cuộc thi Hoa hậu Thế giới Malta 2016 và dừng chân tại ngôi vị Á hậu 1.

### Hoa hậu Hoàn vũ Malta 2021
Cini đã cạnh tranh với 23 ứng cử viên khác trong cuộc thi Hoa hậu Hoàn vũ Malta 2021 tại Trung tâm Hội nghị Hilton Malta ở St. Julian's và trở thành người chiến thắng.

### Hoa hậu Hoàn vũ 2021
Với tư cách là Hoa hậu Hoàn vũ Malta, Cini đại diện cho Malta tại cuộc thi Hoa hậu Hoàn vũ 2021 được tổ chức ở Eilat, Israel.